# Emiliano Antonio Cisneros Martínez
Emiliano Antonio Cisneros Martínez OAR (ur. 8 lutego 1945 w Almazul) – hiszpański duchowny rzymskokatolicki posługujący w Peru, w latach 2002–2022 biskup Chachapoyas.

## Życiorys
Wstąpił do nowicjatu augustianów rekolektów w Logroño i w tymże zgromadzeniu złożył śluby zakonne 12 października 1962. Święcenia kapłańskie przyjął w Salamance 14 lipca 1968. Po święceniach wyjechał do Peru i rozpoczął pracę w delegaturze prowincjalnej Chota. W latach 1975–1981 był zwierzchnikiem tejże delegatury. W 1987 został wikariuszem prowincjalnym w Peru, zaś pięć lat później został asystentem generalnym zakonu.
7 grudnia 1993 papież Jan Paweł II mianował go prałatem terytorialnym Chota, zaś 6 stycznia 1994 osobiście wyświęcił go w Rzymie na biskupa.
27 marca 2002 został mianowany biskupem Chachapoyas. Ingres odbył się 12 maja 2002.
9 marca 2022 papież Franciszek przyjął jego rezygnację z pełnionego urzędu, żłożóną ze względu na wiek.